# Agriculture de conservation

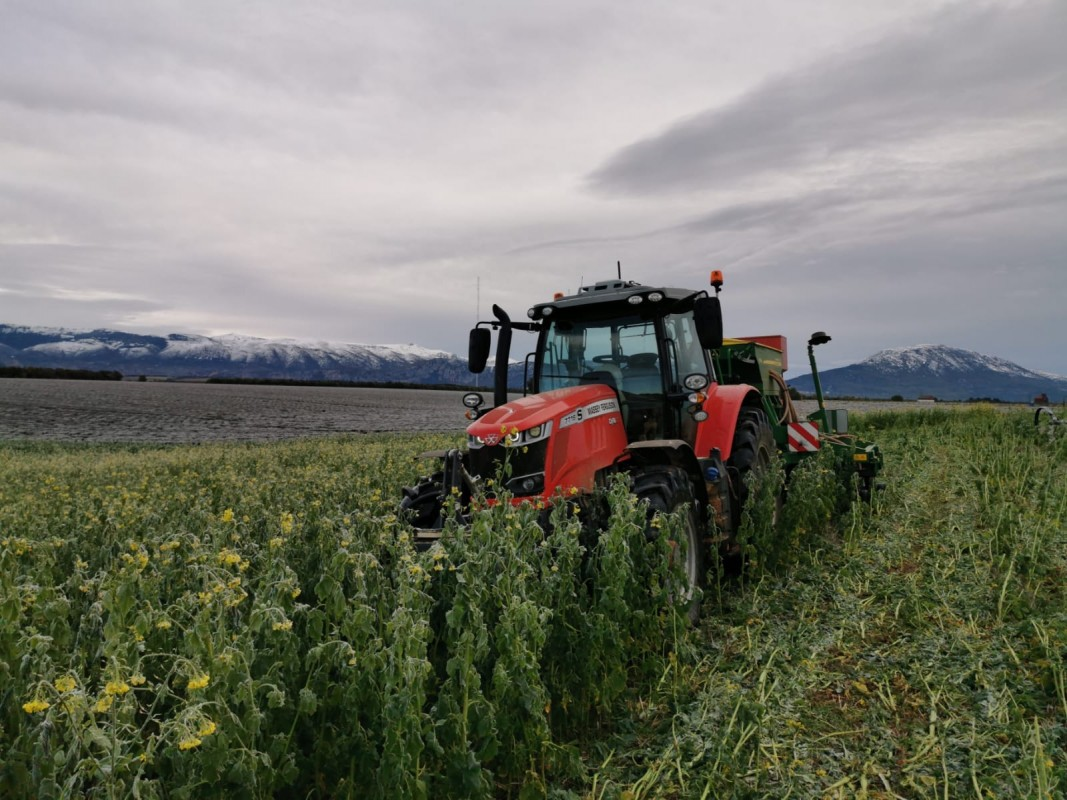
Semis direct dans un couvert végétal sur le plateau de Valensole.

L'agriculture de conservation (AC) ou agriculture de conservation des sols (ACS) est un ensemble de techniques culturales simplifiées destinées à maintenir et améliorer le potentiel agronomique des sols, tout en conservant une production régulière et performante sur les plans technique et économique.
Elle est définie par la Organisation des Nations unies pour l'alimentation et l'agriculture comme étant un « système cultural qui peut empêcher la perte de terres arables tout en régénérant les terres dégradées ».
Cet ensemble de techniques vise une meilleure rentabilité économique à long terme en réduisant le besoin en intrants (engrais, produits phytosanitaires et carburants) sans pour autant les interdire.
Ces techniques culturales reposent sur trois piliers fondamentaux que sont la réduction du travail du sol, la diversification des espèces végétales ainsi qu'une couverture permanente du sol par des cultures, des plantes compagnes et des couverts végétaux.

## Historique et développement

### Origine
L’agriculture de conservation est née dans des régions de forte érosion hydrique  ou par érosion éolienne et avait pour but initial de protéger les sols contre cette érosion, essentiellement par la couverture des sols. La première des trois composantes de l’agriculture de conservation qui s’est développée est la couverture des sols, en réponse à de graves phénomènes d’érosion des sols, apparus en particulier aux États-Unis dans les années 1930. L’alternance de sécheresse et de pluie, conjuguée à des vents violents, a provoqué le désastreux phénomène connu sous le nom de Dust Bowl (« bassin de poussière »), décrit par John Steinbeck dans Les Raisins de la colère paru en 1939. Ceci a conduit les agriculteurs américains à faire évoluer leurs pratiques de manière très rapide, encouragés par des programmes gouvernementaux. Les techniques d’implantation des cultures en semis direct sous couvert ont commencé à apparaître dans les années 1950 : les agriculteurs enfoncent directement les semences dans le sol à travers les couverts sans labourer et contrôlent les adventices par des herbicides. Cela a nécessité la mise au point de semoirs adaptés. La mise en œuvre de ces pratiques de protection des sols a permis de réduire drastiquement l’érosion des sols aux États-Unis. D’autres avantages de ces systèmes de culture sont vite apparus aux agriculteurs, particulièrement dans les grandes exploitations : économie de carburant, simplification du travail et gain de temps. Le semis direct sans labour est aujourd’hui largement utilisé pour le maïs et le soja aux États-Unis, mais aussi au Brésil, en Argentine, au Canada, en Australie.

### Reconnaissance mondiale
La première mention de l'agriculture de conservation remonte à 1997 lors d'une conférence de la Organisation des Nations unies pour l'alimentation et l'agriculture (FAO) sur les techniques culturales simplifiées au Mexique, mais ne sera définie officiellement qu'en 2008 par la FAO.
La surface cultivée dans le monde selon cette méthode était estimée à 106 millions d'hectares en 2008/2009 et a atteint environ 180 millions d'hectares en 2015/2016, soit environ 12,5 % des terres cultivées dans le monde. La Fédération Européenne d'Agriculture de Conservation estime à environ 5 % la part des terres cultivée en agriculture de conservation, sans cependant la distinguer des surfaces en semis-direct.
En 2020, l'APAD a mis en place un label "Au Cœur des Sols" afin de valoriser les fermes faisant la démarche de l'agriculture de conservation.

## Trois piliers fondamentaux synergiques
L'objectif principal de l'agriculture de conservation est de lutter contre la dégradation des sols agraires, ou de favoriser la régénération des sols dégradés. Pour cela, elle cherche à augmenter la biodiversité, à stimuler et favoriser les processus biologiques naturels tout en augmentant la quantité de matière organique dans le sol. Ces trois éléments sont des facteurs essentiels pour assurer la fertilité des sols et la séquestration du carbone. L'agriculture de conservation s'appuie principalement sur les trois piliers suivants afin de réparer ou entretenir cette fertilité.

### Réduction du travail du sol
L'objectif des techniques culturales simplifiées est de permettre de freiner l’érosion des sols et de conserver le stock de matière organique nécessaire à son bon fonctionnement. La réduction, voire la suppression du travail mécanique du sol permet de conserver en surface la couche d'humus créée par les débris végétaux en décomposition, qui protègent également le sol contre l'érosion et la battance. Le but de cette réduction est de limiter le plus possible la déstructuration et la perte de porosité verticale naturelle du sol.

### Diversification des espèces cultivées
La diversification des espèces cultivées, à travers des séquences de rotations et d'associations de cultures impliquant au moins trois cultures différentes, favorise la conservation de la biodiversité du sol et des espèces végétales et permet, par un choix judicieux, l'emploi successif d'espèces aux atouts mécaniques, physiques et biologiques différents et complémentaires ; atouts liés à leur vitesse d'installation, la qualité de leur partie végétale ou partie racinaire. La diversification des espèces végétales et le rallongement de la rotation culturale, permettent l'intégration de cultures non productives mais ayant des intérêts agronomiques, comme la restructuration du sol ou la réduction des maladies et des parasites grâce aux effets complémentaires des espèces entre elles.

### Couverture permanente du sol
Par couverture permanente du sol, on entend aussi bien les résidus végétaux que les couverts durant l'interculture. Son objectif est fournir un écran permanent afin de limiter les adventices, l'érosion du sol lors d'intempéries et la perte excessive des réserves hydriques nécessaires à la vie du sol et des plantes. Le couvert permet entre autres un apport de matières organiques, et en fonction des espèces implantées, d'autres bénéfices comme la restructuration du sol, le stockage d'azote, ou l'activation biologique du sol stimulée par les restitutions de biomasse,.
L'agriculture de conservation, se basant sur ces trois bases fondamentales, est considérée comme faisant partie du concept d'agroécologie

## Vers de terre et agriculture de conservation
Les vers de terre épigés, endogés et anéciques ont chacun une fonction naturelle de mélange des horizons de surface ou profond. Ils sont des acteurs de la fertilité des sols. L'absence de travail du sol, et notamment du labour favorise leur maintien, l'augmentation de leur population et favorise leur activité bénéfique. La présence d'un couvert permanent et varié permet de pérenniser l'apport de nourriture pour l'ensemble de la faune du sol et en particulier des vers de terre.

## Intérêts et limites
Pour être comprise, adoptée et intégrée, l'agriculture de conservation doit présenter la valeur ajoutée, les intérêts et ses limites susceptibles d’attirer des agriculteurs, mais aussi plus largement des horticulteurs et jardiniers.

### Intérêts
Ces avantages sont de trois ordres, :

#### Sociaux-économiques
- L’allègement du temps de travail et donc la réduction des besoins en main-d'œuvre ;
- La réduction des dépenses engagées, par exemple, pour l’achat de carburants d'origine fossile en particulier, l’exploitation et l’entretien des machines, ainsi que la main-d'œuvre ;
- Une augmentation de l’efficience, puisque la production augmente avec une quantité d’intrants plus faible.

#### Agronomiques
- une augmentation du taux de matière organique ;
- la rétention en eau du sol : l'activation biologique du sol favorise la macroporosité qui contribue à une meilleure infiltration de l'eau[18] et réduit le ruissellement et l'érosion[19],[20],[21] ;
- une amélioration de la structure du sol et donc de la zone d'enracinement.

#### Environnementaux
- la réduction de la consommation d’énergie fossile ;
- la réduction de l'érosion du sol, et donc la diminution des coûts d'entretien des routes, des barrages et des installations hydroélectriques ;
- l’amélioration de la qualité de l'eau ;
- l’amélioration de la qualité de l'air ;
- l’augmentation de l'activité biologique du sol et sa biodiversité ;
- la séquestration du carbone associée à la réduction d’émission de gaz à effet de serre.

De par ses intérêts environnementaux (réduction de l'érosion et du lessivage, stockage de carbone, augmentation de la biodiversité, maintien ou amélioration de la productivité), l'agriculture de conservation répond aux besoins actuels définis dans les pistes de réflexion proposées dans le rapport du GIEC d'août 2019. L'initiative "4 pour 1000" lancée lors de la COP21 promeut également ce type d'agriculture.

### Limites et solutions
L’adoption partielle des principes de l’agriculture de conservation varient selon les pays et les contextes et sont susceptibles de remettre en cause la pérennité de son adoption. Par exemple, un agriculteur réduit ou supprime le labour, afin de réduire le temps de travail et les charges liées aux carburants à court terme, mais sans nécessairement introduire de couverts végétaux ni allonger les rotations culturales ; il supprime alors de la conjonction synergique des effets du couvert végétal permanent, de l’allongement cultural et du non-labour. L'accès au matériel nouveau de semis direct en particulier peut être un frein à la transition.
L'apport au sol de couverts pauvres en azote (par exemple, la paille qui a un C/N élevé, proche de 100) provoque une faim d'azote.
Une communauté de soutien, d'échange et d'accompagnement permet d'en limiter ou supprimer les effets. En France, le risque économique est majeur durant la phase de transition. Le réseau APAD Association Pour la promotion d'une Agriculture Durable en partenariat avec le ministère de l’agriculture permet cette dynamique de limitation des risques.

## Différences et complémentarités

### Agriculture de conservation et Techniques culturales simplifiées (TCS)
Il existe très souvent une confusion entre les techniques culturales simplifiées (TCS), le semis direct et l'agriculture de conservation en elle-même aussi bien dans les milieux scientifiques que pour les agriculteurs.

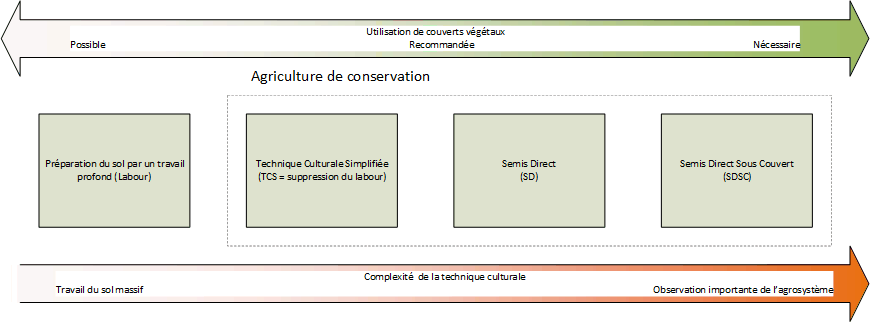
diagramme présentant les catégories de pratiques culturales en fonction du type de travail du sol

Bien que la réduction du travail du sol soit un des piliers de l'agriculture de conservation, les objectifs des TCS ne sont pas les mêmes que ceux de l'agriculture de conservation.

### Agriculture de conservation et agroforesterie
Bien que sa définition soit relativement récente, on retrouve des principes similaires dans d'autres méthodes de cultures antérieures, comme dans l'agroforesterie par exemple,.

## Techniques et matériels

### Travail limité du sol en bande

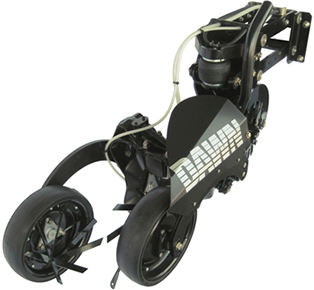
Unité Strip-till Pluribus (Dawn Equipment Company)

Le strip-till, mot anglais traduit par « travail du sol en bande », est largement répandu en Amérique du nord, commence à apparaître en France. Cette technique consiste à préparer et fissurer les lignes de semis des cultures en rangs. Les strip-tillers sont constitués de plusieurs lames ou outils montés sur un bâti et adaptés à un type de sol ou de culture : lames fissuratrices, rouleaux concaves pour accélérer le réchauffement du sol, roues en V ou roues à doigts, disques lisses ou crénelés.
La solution universelle n'existe pas en matière de Strip-till. En terres argileuses, il est conseillé de passer le strip-tiller en automne pour que l'alternance gel dégel complète le travail. Pour le colza, le strip-till est compatible avec un semis direct mais le précédera de quelques jours ou quelques semaines pour les semis de printemps afin de laisser au sol fissuré le temps de se réchauffer et de minéraliser.

### Semis sans travail du sol

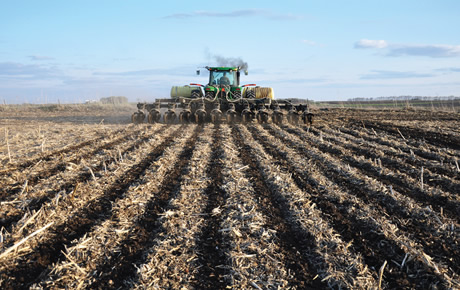
Passage d'un équipement de Strip-till dans une plantation de maïs, Minnesota du sud, USA (Dawn Equipment Company)

Pour réaliser des semis sans travail du sol des semoirs adaptés sont nécessaires, ils ouvrent localement le sol (avec un disque ou une dent), créent un peu de terre fine et placent la graine dans un environnement favorable en perturbant une surface minimum à l'échelle de la parcelle. Ces semoirs sont en général plus lourds et plus coûteux que les semoirs classiques. Ils peuvent néanmoins être adaptés à toutes les conditions. L'AFDI et le CEMAGREF ont conçu un semoir de semis direct qui permet de semer avec une très faible force mécanique et qui peut être utilisé avec de la traction humaine ou animale. Des agriculteurs pauvres ayant de petites surfaces peuvent se contenter de cannes de semis. Pour les pays développés, les fabricants commercialisent des équipements complexes dont les performances peuvent varier en fonction des conditions de travail. Des comptes rendus d'essais ont été compilés pour aider au choix de ces machines.

### Semis Direct sous Couvert Permanent (SCV)
Technique également appelée Semis Direct sous Couvert Vivant (SCV), son principe est de maintenir une couverture permanente du sol avec des végétaux vivant. Ces techniques ont été développées de façon rigoureuse à partir de 1984 par Lucien Séguy et d'autres agronomes, en 5 ans, ils démontrent que ce système peut être rentable,.
Cette technique a pour ambition, selon le GIEE Magellan qui la promeut[source insuffisante], d'obtenir un effet structurant du sol pour améliorer la qualité d’implantation et la portance des sols, de fournir des éléments minéraux à la culture et d'étouffer les adventices. Elle vise à stimuler l’activité biologique du sol, enrichir le sol en matières organiques et stimuler la faune auxiliaire par le maintien d’un habitat permanent.
Ces différents objectifs ont pour but de tendre vers une réduction des intrants (engrais, produits phytosanitaires), tout en augmentant la résilience de la culture (meilleur maintien de l'humidité du sol par exemple)[source insuffisante].
Cette technique de culture prometteuse reste malgré tout très restreinte car elle nécessite du matériel spécifique mais surtout parce que la demande en technicité de l'agriculteur est plus élevée.

## Exemples d'adoptions remarquables
Au sud de l'Ontario, Dean Glenney a atteint des rendements de 18,7 tonnes/ha de maïs et 4 tonnes en soja, en utilisant le semis direct, le contrôle du trafic et l'association soja maïs en culture en bande.

## Promotions et partenariats
Des organisations intergouvernementales, des structures associatives (ONG) et des organismes publics promeuvent ce type d'agriculture et mettent à disposition des ressources pour que les agriculteurs aient accès à des connaissances et à l'expérience d'autres pratiquants de ces techniques.

### Accord cadre France - FAO
En 2008, un partenariat pour la coopération entre la France et la FAO permet le renforcement de la compétitivité des agricultures du Sud. Les domaines concernés sont très divers entre autres les techniques agricoles avec des programmes favorisant les échanges sur les pratiques et la diffusion de technologies et techniques appropriées pour la réponse des cultures à l'eau et aux contraintes environnementales, la gestion de l'eau agricole, l'agriculture de conservation et les techniques de conservation des aliments,.

#### Internationaux
- FAO (Organisation des Nations unies pour l'Alimentation et l'Agriculture, page consacrée à l'agriculture de conservation)

#### Europe
- ECAF (European Conservation Agriculture Federation)

#### France
- Portail francophone de l'agriculture de conservation
- Association BASE (Biodiversité Agriculture Sol Environnement)
- GIEE Magellan (semis direct et sous couvert)
- IAD (Institut de l'Agriculture Durable)
- APAD (Association pour la Promotion d'une Agriculture Durable)
- Articles sur l'agriculture de conservation parus sur le portail agricole Terre-net.fr
- Association Maraîchage sol vivant (chaine YouTube)
- Formations Ver de terre production (chaine YouTube)
- [vidéo] Gilles vk agriculteur du Loiret, « Cerise m'aide à compter les vers de terre et on parle de l'agriculture de conservation des sols. », sur YouTube